# Bilbao Arena
Die Bilbao Arena oder auch Palacio de Deportes de Bilbao (deutsch Sportpalast von Bilbao) ist eine Mehrzweckhalle im Stadtteil Miribilla in der spanischen Stadt Bilbao, Autonome Gemeinschaft Baskenland. Umgangssprachlich ist sie auch als Miribilla bekannt. Die Mehrzweckarena in der Provinz Bizkaia ist seit der Eröffnung die Heimspielstätte des Basketballclubs Bilbao Basket, gegenwärtig in der Liga ACB, der höchsten Spielklasse des Landes spielt.

## Geschichte
Nach der Grundsteinlegung am 4. September 2007 wurde nach fast genau drei Jahren am 24. September 2010 die Arena in Anwesenheit von Bürgermeister Iñaki Azkuna und dem Präsidenten des Provinzrats von Bizkaia, José Luis Bilbao, eröffnet. Die anfänglich veranschlagten Baukosten von 35 Mio. Euro stiegen am Ende durch Verzögerungen auf 38 Mio. Euro. Sie bietet auf den Rängen maximal 10.014 Plätze. Das Dach wird durch dünne Säulen getragen. Der obere Teil der Fassade besteht aus verschiedenfarbig lackierten Stahlblechen in Form von Rhomben, die Laub darstellen. Sie sind schuppenartig angelegt. Mit den Säulen entsteht so der Eindruck von Bäumen in einem Wald. Die Farbwahl außen setzt sich bei den Kunststoffsitzen in der Arena fort. In der Veranstaltungsarena finden neben dem Sport verschiedene Shows statt. Der Bau verfügt u. a. über ein 25-Meter-Schwimmbecken mit sechs Bahnen sowie ein Kinderbecken, ein Fitnessstudio mit 520 m² und Büroräumen ausgestattet.

## Veranstaltungen
Die U-20-Basketball-Europameisterschaft 2011 der FIBA wurde in der Bilbao Arena ausgetragen. Der Gastgeber Spanien gewann das Endspiel gegen die Mannschaft aus Italien mit 82:70. 2016 folgte die Austragung der Badminton-Juniorenweltmeisterschaft. Neben dem Sport finden auch Konzerte in der Arena statt.

## Auszeichnungen
Die Anlage wurde in einer vom Weblog ArchDaily organisierte Wahl zum Sportgebäude des Jahres 2011 gewählt und ausgezeichnet.